# نظام التموضع العالمي

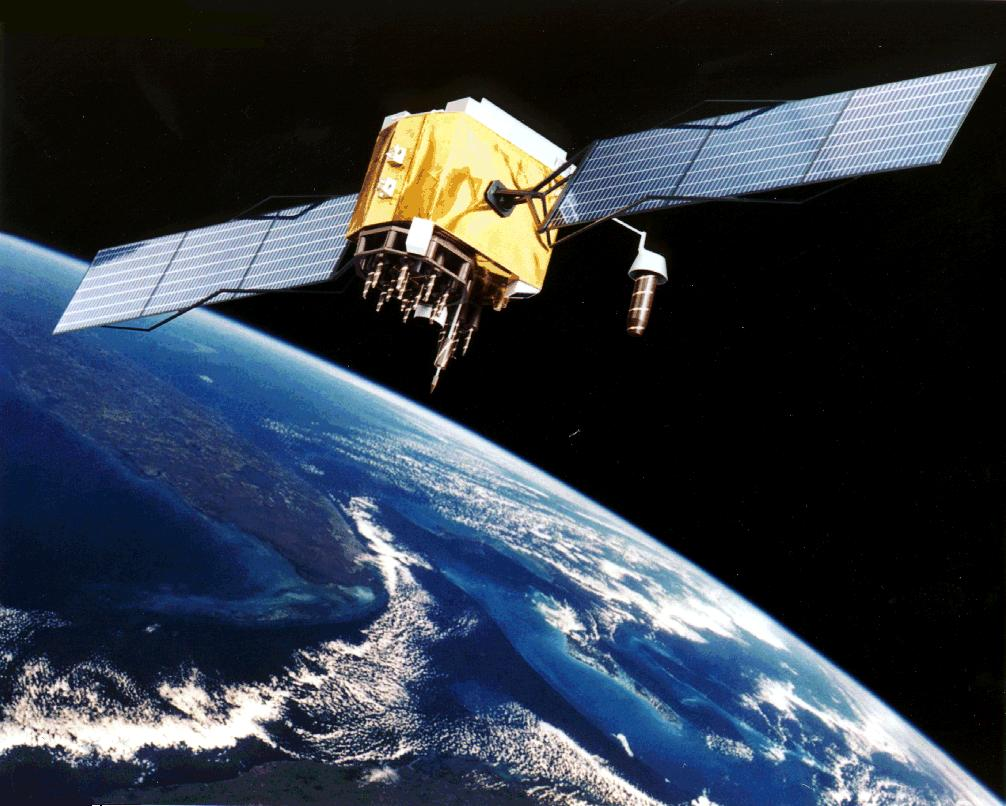
القمر الصناعي GPS Block II-F في المدار

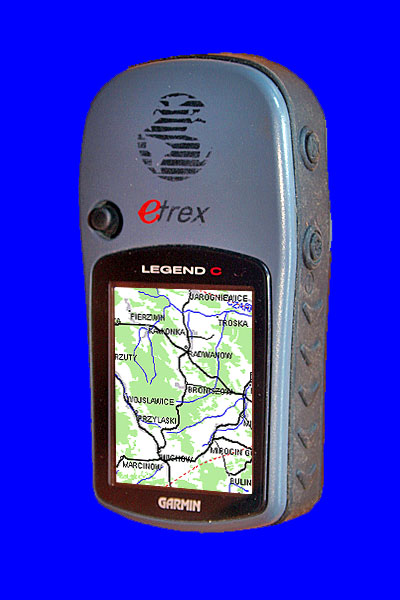
أحد الأجهزة التي تعمل بنظام نظام تحديد الموقع العالمي (جي بي أس)، ويستخدم في تحديد الموقع الجغرافي

نظام التموضع العالمي (بالإنجليزية: Global Positioning System) ويرمز له (GPS) هو نظام ملاحة عبر الأقمار الصناعية يقوم بتوفير معلومات عن الموقع والوقت في جميع الأحوال الجوية في أي مكان على أو بالقرب من الأرض حيث هناك خط بصر غير معاق لأربعة أو أكثر من أقمار الGPS. يوفر النظام قدرات مهمة للمستخدمين العسكريين والمدنيين والتجاريين في جميع أنحاء العالم. أنشأت حكومة الولايات المتحدة النظام وهي التي تحافظ عليه وجعلت الوصول له مجاني لأي شخص لديه جهاز استقبال GPS.
بدأت الحكومة الأمريكية مشروع الGPS في 1973م للتغلب على قيود نظام الملاحة السابق، حيث دمجت أفكار سابقة من ضمنها دراسات هندسية سرية من ستينات القرن الماضي. وزارة الدفاع الأمريكية هي التي طورت النظام، الذي استعمل في الأصل 24 قمراً صناعي. أصبح النظام يعمل بشكل كامل في 1995. وقد أدى التقدم في التكنولوجيا والمطالب جديدة على النظام القائم إلى تحديث نظام الGPS وتنفيذ الجيل القادم وهو ال GPS III.
إضافة إلى الGPS، هناك أنظمة أخرى تستخدم أو قيد التطوير. نظام الملاحة الروسي (غلوناس) أنشئ بالتزامن مع الGPS، لكنه عانى من تغطية ناقصة للكرة الأرضية حتى منتصف عقد ال2000. هناك أيضاً نظام غاليليو للتموضع التابع للاتحاد الأوروبي (مكون من 30 قمر صناعي، 24 قمرًا في الخدمة و 6 احتياط[محل شك]) بدأ في تقديم خدماته في 2015 ومن المتوقع أن يعمل بشكل كامل بحلول 2020م.

## التطبيقات

حركة أقمار نظام جي بي إس حول الأرض، تكفي إشارات ثلاثة أقمار لتحديد الموقع على الأرض.

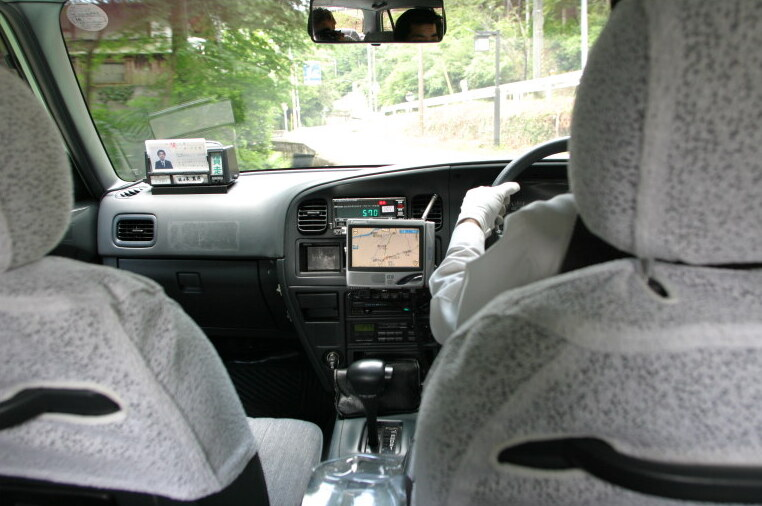
جهاز نافيجاتور يساعد قائد السيارة في الوصول إلى المكان المرغوب فيه.

أنشئ النظام أساسا أثناء الحرب الباردة لأغراض عسكرية بحتة وذلك لتوفير نظام ملاحي للجيش الأمريكي وحلفائه لمساعدة الطائرات والقطع البحرية للوصول لأهدافها في مختلف الأحوال الجوية. وقد كانت الأجهزة الأولى أضخم مما يمكن لجندي المشاة حمله بالسهولة اللازمة وفيما بعد طُوِّر النظام للاستخدام في الأسلحة الموجهة.
في هذه الأثناء توسعت التطبيقات المدنية بشكل كبير حتى أصبح لاغنى عن النظام في الحياة اليومية للمدنيين حول العالم. ويصعب تخيل عمل أنظمة مثل بطاقات الائتمان وأنظمة الصراف الآلي وكثير من شبكات الاتصال بدون وجود نظام الجي بي إس. حيث يستخدم النظام في ضبط تزامن الأجزاء المختلفة من هذه الأنظمة مع بعضها. ومن الجدير بالذكر أن استخدام النظام لضبط التزامن أهم من استخداماته المكانية الأخرى على غير المتعارف عليه عادة. وهو السبب الأساسي الذي دعى الاتحاد الأوروبي للشروع في نظام غاليليو لتقليل الاعتماد على النظام الأمريكي العسكري. وهو ما رد عليه الأمريكيون بخطة تحديث النظام المشهورة سنة 1998.
يستخدم اليوم النظام في تطبيقات مدنية أخرى على سبيل المثال:
1. توجيه الطائرات المدنية والملاحة البحرية.
2. الاستخدام الشخصي كالرياضة والنزهة
3. أنظمة ملاحة السيارات وإرشاد السائق إلى الهدف.
4. كما أن للنظام تطبيقات في ميدان الجيولوجيا والجيوديسيا وقياسات التصدعات الأرضية وحركة القارات

## دقة النظام
توجد فوارق في دقة نظام تحديد المواقع العالمي حيث أن التطبيقات العسكرية أكثر دقة من الجي بي أس المدني الذي يمكن من الوصول إلى دقة بضعة أمتار (نحو 4 أمتار). حيث أن الولايات المتحدة الأمريكية كانت تقوم عمدا بالتشويش على إشارات الجي بي أس لمنع استعماله مدنيا والحد من جودتها في التطبيقات المدنية، إلا أنه يبدو أنها توقفت عن ذلك منذ سنة 2000 موجهة التركيز على التشويش على رقع جغرافية محدودة. وتبث الأقمار الصناعية الأمريكية بتدفق قدره 50 بت في الثانية على موجتين:
- الموجة للاستعمال المدني بذبذبة قدرها 1575,42 MHz (خاص للاستخدام التجاري)
- الموجة للاستعمال العسكري بذبذبة قدرها 1227,6 MHz (خاص بوزارة الدفاع الأمريكية البنتاغون)

## شرح مبسط لطريقة عمل الجي بي أس

حركة الاقمار الصناعية فوق الأرض.

يتكون نظام تحديد الموقع من 24 قمر صناعي تحوم حول الأرض على ارتفاع 20200 كيلومتر. يقوم قمر صناعي ببث إشارة تحمل موقعه أي موقع القمر الصناعي كما تحمل توقيت أو لحظة بث الإشارة بدقة عالية مرجعها إلى ساعة ذرية بالغة الدقة. يقوم جهاز الاستقبال باستقبال الإشارات القادمة من القمر الصناعي، وعن طريق مقارنة توقيت وصول الإشارة وتوقيت بثها يمكن للجهاز معرفة زمن انتقال الإشارة وبالتالي حساب المسافة بين القمر الصناعي وجهاز الاستقبال، وباستقبال ثلاث إشارات من ثلاث أقمار مختلفة فإن نقطة تقاطعهم تحدد موقع جهاز الاستقبال. وبزيادة عدد الأقمار المرصودة يمكن لجهاز الاستقبال تصحيح بعض الأخطاء المرتبطة بطريقة الحساب وبالتالي زيادة دقتها.

## نموذج رياضي مبسط لنظام تحديد المواقع
إذا كان المستقبل موجود في الإحداثيات {\displaystyle x_{0},~y_{0},~z_{0}} وبمعرفة أن سرعة انتشار الإشارة ثابتة (سرعة الضوء) وأن الإشارة تنتشر خطيا على خط مستقيم بين القمر الصناعي والمستقبل.
و إذا سلمنا أن الاٌقمار الصناعية الأربعة الباثة موجودة في الإحداثيات {\displaystyle x_{n},~y_{n},~z_{n}} وأنها تبث في اللحظة {\displaystyle t_{n}} موقعها ولحظة البث. فإننا نحصل على المعادلات الأربع التالية:
{\displaystyle {\begin{matrix}(x_{1}-x_{0})^{2}+(y_{1}-y_{0})^{2}+(z_{1}-z_{0})^{2}=[c(t_{1}-t_{0})]^{2}\quad (1)\\(x_{2}-x_{0})^{2}+(y_{2}-y_{0})^{2}+(z_{2}-z_{0})^{2}=[c(t_{2}-t_{0})]^{2}\quad (2)\\(x_{3}-x_{0})^{2}+(y_{3}-y_{0})^{2}+(z_{3}-z_{0})^{2}=[c(t_{3}-t_{0})]^{2}\quad (3)\\(x_{4}-x_{0})^{2}+(y_{4}-y_{0})^{2}+(z_{4}-z_{0})^{2}=[c(t_{4}-t_{0})]^{2}\quad (4)\\\end{matrix}}}
حيث c هي سرعة انتشار الإشارة (سرعة الضوء) وذلك لتحديد المجهولات الثلاث {\displaystyle x_{0},~y_{0},~z_{0}} أي موقع المستقبل والمجهول الرابع {\displaystyle t_{0}} أي لحظة الاستقبال دون الحاجة لساعة ذرية.

## الأقمار الصناعية المستعملة
يستعمل نظام الجي بي أس الأمريكي عدة أقمار صناعية نذكرها في الجدول أسفله:
| القمر الصناعي        | الموقع | تاريخ الإطلاق | SVN | PRN | Space Command ‏ catalog number | NSSDC international designator | Typ   |
|                      |        |               |     |     |                               |                                |       |
| NAVSTAR 22 (USA 66)  | E5     | 26.11.1990    | 23  | 32  | 20959                         | 1990-103A                      | IIA   |
| NAVSTAR 23 (USA 71)  | D5     | 04.07.1991    | 24  | 24  | 21552                         | 1991-047A                      | IIA   |
| NAVSTAR 24 (USA 79)  | A5     | 23.02.1992    | 25  | 25  | 21890                         | 1992-009A                      | IIA   |
| NAVSTAR 26 (USA 83)  | F5     | 07.07.1992    | 26  | 26  | 22014                         | 1992-039A                      | IIA   |
| NAVSTAR 27 (USA 84)  | A4     | 09.09.1992    | 27  | 27  | 22108                         | 1992-058A                      | IIA   |
| NAVSTAR 28 (USA 85)  | F6     | 22.11.1992    | 32  | 1   | 22231                         | 1992-079A                      | IIA   |
| NAVSTAR 32 (USA 91)  | C5     | 13.05.1993    | 37  | 7   | 22657                         | 1993-032A                      | IIA   |
| NAVSTAR 33 (USA 92)  | A1     | 26.06.1993    | 39  | 9   | 22700                         | 1993-042A                      | IIA   |
| NAVSTAR 34 (USA 94)  | B5     | 30.08.1993    | 35  | 5   | 22779                         | 1993-054A                      | IIA   |
| NAVSTAR 35 (USA 96)  | D4     | 26.10.1993    | 34  | 4   | 22877                         | 1993-068A                      | IIA   |
| NAVSTAR 36 (USA 100) | C1     | 10.03.1994    | 36  | 6   | 23027                         | 1994-016A                      | IIA   |
| NAVSTAR 37 (USA 117) | C2     | 28.03.1996    | 33  | 3   | 23833                         | 1996-019A                      | IIA   |
| NAVSTAR 38 (USA 126) | E3     | 16.07.1996    | 40  | 10  | 23953                         | 1996-041A                      | IIA   |
| NAVSTAR 39 (USA 128) | B2     | 12.09.1996    | 30  | 30  | 24320                         | 1996-056A                      | IIA   |
| NAVSTAR 43 (USA 132) | F3     | 23.07.1997    | 43  | 13  | 24876                         | 1997-035A                      | IIR   |
| NAVSTAR 44 (USA 134) | A3     | 06.11.1997    | 38  | 8   | 25030                         | 1997-067A                      | IIA   |
| NAVSTAR 46 (USA 145) | D2     | 07.10.1999    | 46  | 11  | 25933                         | 1999-055A                      | IIR   |
| NAVSTAR 47 (USA 150) | E1     | 11.05.2000    | 51  | 20  | 26360                         | 2000-025A                      | IIR   |
| NAVSTAR 48 (USA 151) | B3     | 16.07.2000    | 44  | 28  | 26407                         | 2000-040A                      | IIR   |
| NAVSTAR 49 (USA 154) | F1     | 10.11.2000    | 41  | 14  | 26605                         | 2000-071A                      | IIR   |
| NAVSTAR 50 (USA 156) | E4     | 30.01.2001    | 54  | 18  | 26690                         | 2001-004A                      | IIR   |
| NAVSTAR 51 (USA 166) | B1     | 29.01.2003    | 56  | 16  | 27663                         | 2003-005A                      | IIR   |
| NAVSTAR 52 (USA 168) | D3     | 31.03.2003    | 45  | 21  | 27704                         | 2003-010A                      | IIR   |
| NAVSTAR 53 (USA 175) | E2     | 21.12.2003    | 47  | 22  | 28129                         | 2003-058A                      | IIR   |
| NAVSTAR 54 (USA 177) | C3     | 20.03.2004    | 59  | 19  | 28190                         | 2004-009A                      | IIR   |
| NAVSTAR 55 (USA 178) | F4     | 23.06.2004    | 60  | 23  | 28361                         | 2004-023A                      | IIR   |
| NAVSTAR 56 (USA 180) | D1     | 06.11.2004    | 61  | 2   | 28474                         | 2004-045A                      | IIR   |
| NAVSTAR 57 (USA 183) | C4     | 26.09.2005    | 53  | 17  | 28874                         | 2005-038A                      | IIR-M |
| NAVSTAR 58 (USA 190) | A2     | 25.09.2006    | 52  | 31  | 29486                         | 2006-042A                      | IIR-M |
| NAVSTAR 59 (USA 192) | B4     | 17.11.2006    | 58  | 12  | 29601                         | 2006-052A                      | IIR-M |
| NAVSTAR 60 (USA 196) | F2     | 17.10.2007    | 55  | 15  | 32260                         | 2007-047A                      | IIR-M |
| NAVSTAR 61 (USA 199) |        | 20.12.2007    | 57  | 29  | 32384                         | 2007-062A                      | IIR-M |
|                      |        |               |     |     |                               |                                |       |

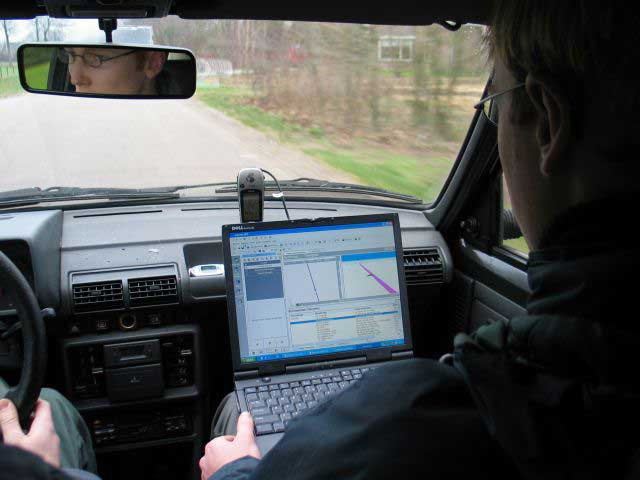
يمكن تجهيز الحاسوب ليصبح جهاز استقبال جي بي أس
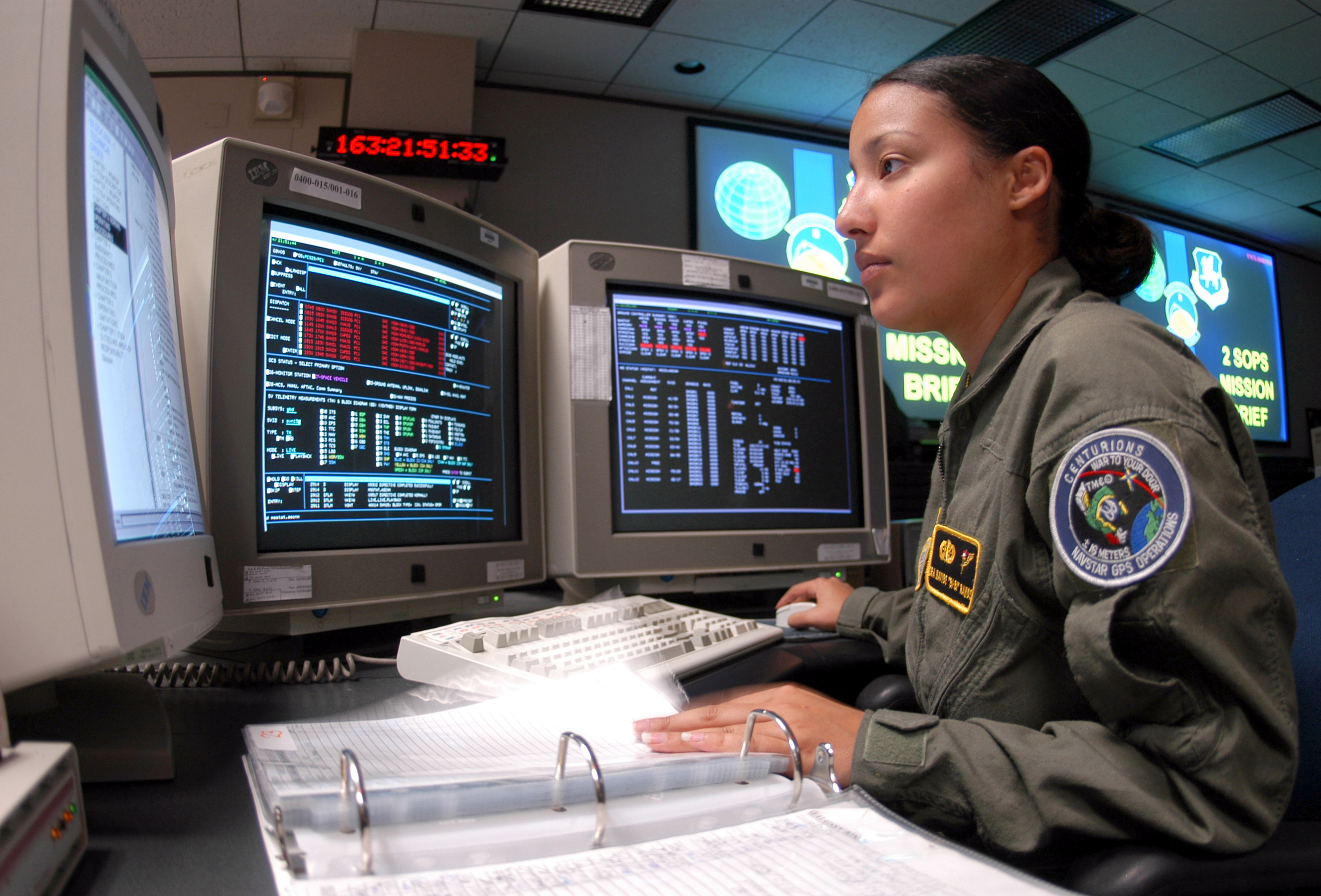
جندية أمريكية تقوم بالتحكم في أقمار جي بي أس الصناعية
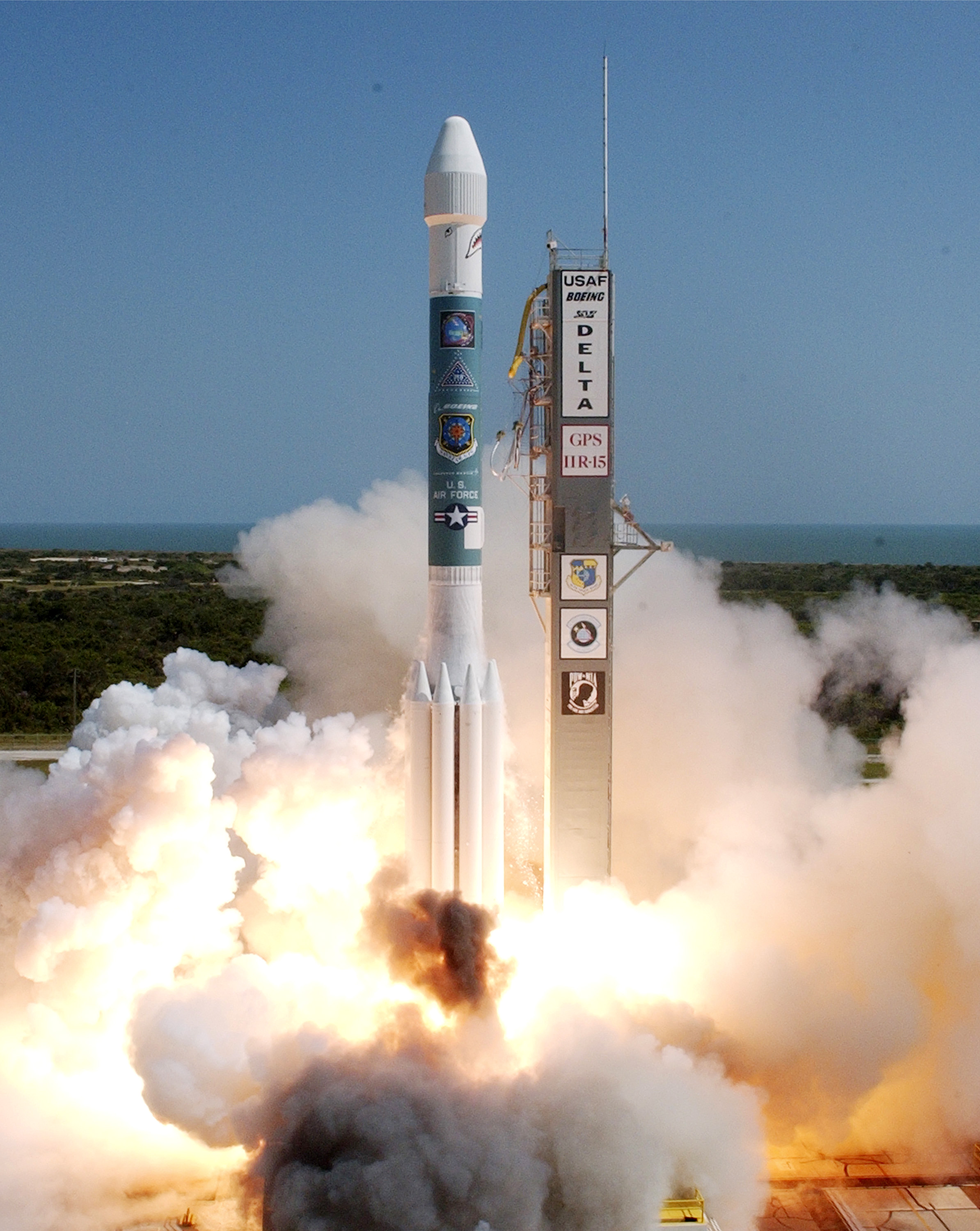
إطلاق صاروخ يحمل قمر صناعي لنظام جي بي أس
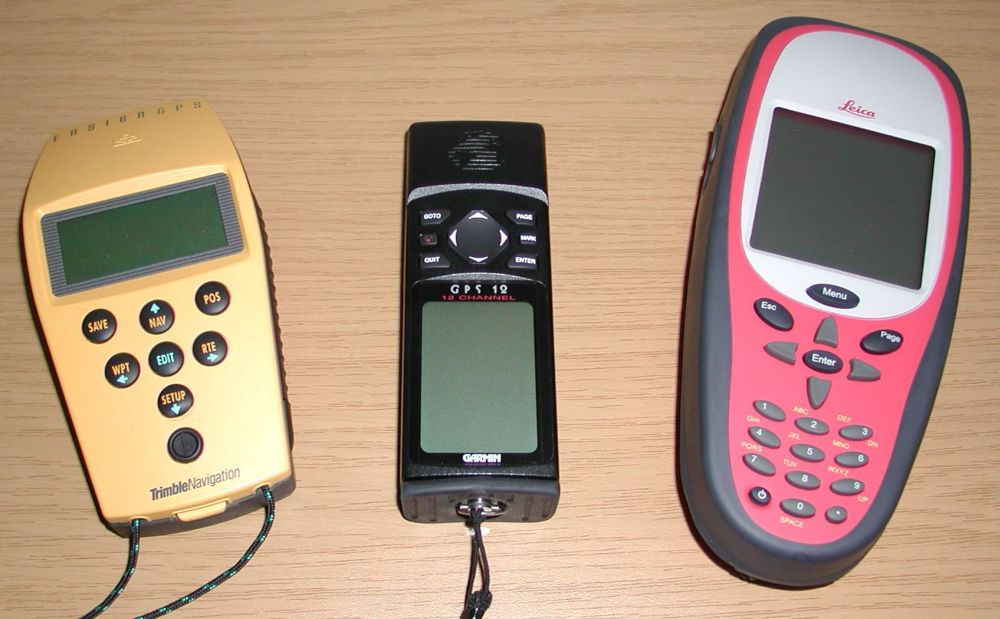
أنظمة جي بي أس محمولة
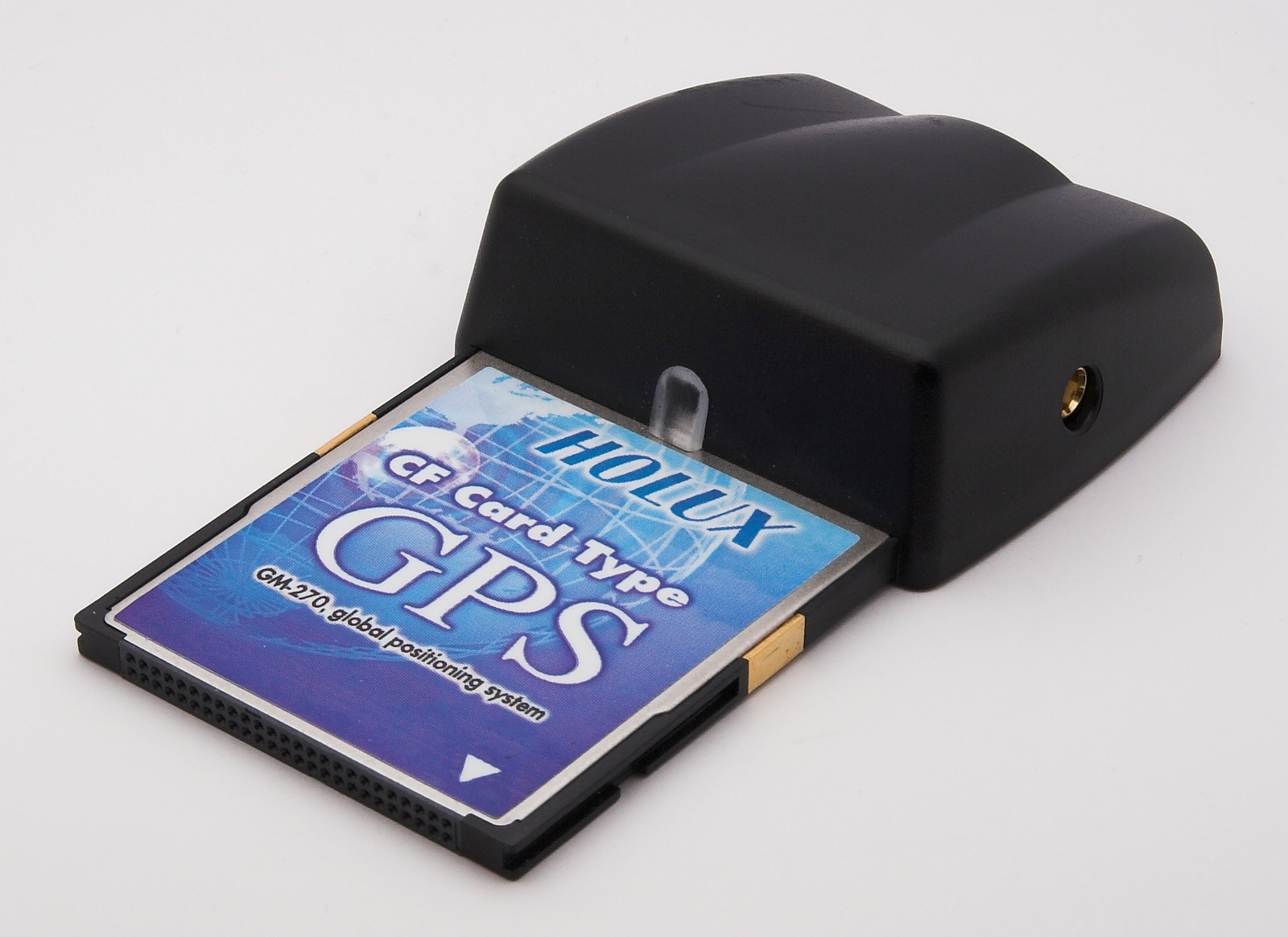
يمكن تزويد الحاسوب المحمول بأنظمة استقبال الجي بي أس. الثمن ابتداء من 50 دولار

يتألف الجى.پى.إس من ثلاث شرائح وهي: شرائح الفضاء، والتحكم، والمستخدم. فشريحة الفضاء تتألف من 24 إلى 32 قمراً صناعياً في المدار الأرضي المتوسط، وهو يتضمن أيضاً القاذفات المطلوبة لإطلاق هذه الأقمار إلى مدارها.
وتتألف شريحة التحكم من محطة تحكم رئيسية، ومحطة تحكم رئيسية بديلة، ومضيف للهوائيات الأرضية المهداة والمشتركة، بالإضافة إلى محطات رصد.
أما شريحة المستخدم فتتألف من مئات الآلاف من المستخدمين التابعين للجيش الأمريكي وقوات الحلفاء والذين يتمتعون بالخدمة الآمنة «جى.پى.إس التحديد الدقيق للمواقع»، وعشرات الملايين من المستخدمين المدنيين والتجاريين والعلماء الذين يستخدمون خدمة تحديد المواقع القياسي (انظر أجهزة إملاح الجى.پى.إس).
تبث أقمار الجى.پى.إس الإشارات من الفضاء والتي تستخدمها أجهزة استقبال الجى.پى.إس لتوفر موقعاً ثلاثي الأبعاد (دائرة العرض، وخط الطول، والارتفاع) بالإضافة إلى الوقت الدقيق.
لقد أصبح الجى.پى.إس يستخدم على نطاق واسع كأداة ملاحة عالمية مفيدة تستخدم موجات الراديو في رسم الخرائط، ومسح الأرض، والتجارة، والاستخدامات العلمية، والتتبع والمراقبة، والهوايات مثل «الجيوكاشنج» و«الواي ماركنج». وأيضاً يستخدم المرجع الدقيق للوقت في الكثير من التطبيقات والتي تتضمن الدراسة العلمية للزلازل، وكمصدر مزامنة لبروتوكولات شبكات الهاتف الجوال.
وقد أصبح الجى.پى.إس الدعامة الأساسية في أنظمة المواصلات حول العالم، داعماً ملاحة الطيران، والعمليات البرية والبحرية. تعتمد أيضاً خدمات إغاثة منكوبي الكوارث وخدمات الطوارئ على الجى.پى.إس للتفوق في عاملي التوقيت والتحديد الدقيق للموقع في مهامهم الإنقاذية. كما إن التحديد الدقيق للوقت الذي توفره خدمة الجى.پى.إس يسهل الأنشطة اليومية مثل: عمليات البنوك، وعمليات الهواتف النقالة، وحتى التحكم في شبكات الطاقة.
يمارس المزارعون، والمساحون، والجيولوجيون، والمزيد ممن لا يمكن إحصاؤهم – أعمالهم بطريقة أكثر كفاءة، وأماناً، واقتصادية، ودقة باستخدام إشارات الجى.پى.إس المجانية والمفتوحة.

## التطور التاريخي
إن تصميم الجى.پى.إس يستند بشكل جزئي على أنظمة ملاحة لاسلكية أرضية مماثلة مثل: الإبحار طويل المدى LORAN، ونظام إبحار دكا Decca Navigation الذي تم ابتكاره في أوائل الأربعينيات وتم استخدامه في الحرب العالمية الثانية.
في عام 1956 قدم «فريدڤاردت ڤينتربرك» مقترحاً باختبار لنظرية النسبية العامة باستخدام ساعات ذرية دقيقة يتم وضعها في المدار عن طريق زرعها في الأقمار الصناعية. ولدواعي الدقة تستخدم تقنية الجى.پى.إس مبادئ النسبية العامة لتصحيح وضبط الساعات الذرية للأقمار الصناعية.
ولقد أتى المزيد من إلهام الجى.پى.إس عندما أطلق الاتحاد السوفيتي أول قمر صناعي يدوي الصنع: «سبوتنيك» في 1957. وكان فريق من العلماء الأمريكيين على رأسهم الدكتور «ريتشارد ب. كيرشنر» يرصدون موجات الراديو التي كان يرسلها سبوتنيك، فاكتشفوا أن تردد الإشارة المرسلة منه – وبسبب تأثير دوبلر – كان يرتفع كلما اقترب منهم القمر الصناعي، وينخفض كلما ابتعد عنهم.
وعندما علموا بالتحديد موقعهم على الكرة الأرضية، أدركوا أنه سيمكنهم تحديد موقع القمر الصناعي على مداره عن طريق قياس تحريف دوبلر.
إن أول نظام ملاحة باستخدام القمر الصناعي «ترانزيت» – وهو المستخدم لدى أسطول الولايات المتحدة – قد تمت تجربته بنجاح لأول مرة عام 1960، وقد استخدم وقتها مجموعة تتألف من خمسة أقمار صناعية وكان بإمكانه إعطاء تقرير عن الموقع مرة كل ساعة تقريباً.
في عام 1967 ابتكرت البحرية الأمريكية «قمر التوقيت» الذي أثبت قدرته على وضع ساعات دقيقة في الفضاء، وهي من التقنيات التي يعتمد عليها الجى.پى.إس.
في السبعينات أصبح «نظام أوميجا للملاحة» – وهو نظام أرضي تقوم فكرته على أساس المقارنة بين مراحل الإشارات المرسلة فيما بين أزواج من المحطات – أول نظام ملاحة لاسلكي عالمي، ولكن بالرغم من ذلك؛ فإن الحدود التي لم تكن تستطيع هذه الأنظمة تجاوزها أظهرت الحاجة إلى إيجاد حل جديد أعظم دقة للملاحة الكونية.
بينما كانت هناك حاجات شديدة إلى ملاحة دقيقة في القطاعين العسكري والمدني؛ لم تكن أي منها مبرراً كافياً لإنفاق بلايين الدولارات على الأبحاث، والتطوير، والإطلاق، والتشغيل لمجموعة معقدة من أقمار الملاحة. ولكن حدث أن أتت الحاجة التي تبرر هذا كله في نظر الكونغرس الأمريكي خلال سباق الأسلحة في فترة الحرب الباردة، وبسبب التهديد النووي لوجود الولايات المتحدة نفسها، لهذا السبب الرادع وحده تم تمويل الجى.پى.إس.
كان «الثالوث النووي» يتكون من «الصواريخ البالستية في الغواصات SLBM» الخاصة بالبحرية الأمريكية، و«قاذفات القنابل الاستراتيجية» الخاصة بالقوات الجوية الأمريكية، بالإضافة إلى «الصواريخ البالستية عابرة القارات ICBM». ونظراً لاعتبارها شيئاً حيوياً للردع النووي؛ كان التحديد الدقيق لموقع إطلاق ال (SLBM) يمثل مضاعفاً القوة؛ حيث إن الملاحة الدقيقة كان من شأنها أن تمكن الغواصات الأمريكية من تحديد مواقعها بدقة قبل إطلاق صواريخ (SLBM) الخاصة بها. وكانت القوات الجوية الأمريكية تمتلك وحدها ثلثي (2/3) الثالوث النووي؛ وبالتالي فإنها كانت في حاجة لنظام ملاحة أكثر دقة وجدارة بالثقة.
فعملت البحرية الأمريكية والقوات الجوية الأمريكية سوياً على تطوير تقنياتهما الخاصة على التوازى لحل مشكلهما الأساسية المشتركة.
لدواعى زيادة صلاحية صواريخ ال (ICBM) للبقاء؛ كان هناك مقترح لاستخدام منصات إطلاق متنقلة، وبالتالي كان هناك تشابه بين هذا الموقف وموقف صواريخ ال (SLBM).
في عام 1960 قدمت القوات الجوية مقترحاً لنظام ملاحة لاسلكى يسمى " MOSAIC " (النظام المتنقل لتحكم دقيق في ICBM)، والذي كان بشكل أساسي " LORAN " ثلاثي الأبعاد. وفيما بعد في 1963 تم إعداد دراسة تسمى «المشروع 57» وكانت هذه هي الدراسة التي ولد فيها مفهوم الجى.پى.إس.
في نفس العام تمت متابعة العمل في هذا المفهوم باسم «المشروع 621ب» الذي كان به الكثير من المميزات التي تراها اليوم في الجى.پى.إس وقد وعد بدقة أكبر لقاذفات قنابل القوات الجوية وصواريخ ال (ICBM).
كانت التحديثات القادمة من نظام الترانزيت الخاص بالبحرية بطيئة جداً بالنسبة للسرعات التي تتعامل بها القوات الجوية، فواصل «معمل أبحاث البحرية» إنجازاته بإنتاج أقمار توقيت من صنعه تم إطلاقها لأول مرة عام 1967، والنوع الثالث الذي حمل أول ساعة ذرية تم وضعها في مدارها عام 1974.
وبهذه التطورات المتزامنة في الستينيات تم إدراك أنه يمكن الوصول إلى أنظمة متفوقة عن طريق مزج أفضل التقنيات من كل من: 621ب، والترانزيت، وقمر التوقيت، وال (SECOR) في برنامج متعدد الخدمات.
في عيد العمال من عام 1973، وخلال اجتماع لاثنى عشر ضابطاً عسكرياً في البنتاجون، تمت مناقشة ابتكار «نظام دفاعى باستخدام الأقمار الملاحية DNSS»،
وكان هذا الاجتماع هو «شهادة الميلاد الحقيقية للمزيج الذي أصبح بعد ذلك الجى.پى.إس». وفيما بعد في نفس السنة تمت تسمية ال (DNSS) باسم آخر هو «ناڤستارNavstar». ولما كان اسم ناڤستار مرتبطاً بالأقمار الصناعية الفردية (مثل الأقمار السابقة «قمر ترانزيت» و«قمر التوقيت»)؛ تم استخدام اسم أكثر شمولية ليعبر عن مجموعة أقمار الناڤستار.. هذا الاسم الأكثر اكتمالاً هو «ناڤستار-جى.پى.إس Navstar-GPS» الذي تم اختصاره بعد ذلك إلى «جى.پى.إس GPS».
بعدما أسقطت طائرة الرحلة «رقم 007» للخطوط الجوية الكورية عام 1983 عندما ضلت طريقها مخترقة المنطقة المحرمة على الطائرات من أجواء الاتحاد السوفيتى؛ أصدر الرئيس الأمريكي «رونالد ريغان» أمراً بجعل الجى.پى.إس متاحاً ومجانياً للاستخدام المدنى، خاصة وقد تطور ليكون ذا فائدة عامة.
وقد تم إطلاق أول قمر صناعي عام 1989، والقمر الرابع والعشرون والآخير تم إطلاقه في 1994.
في البداية، كانت الإشارة ذات الجودة العالية يتم تخصيصها للاستخدام العسكري، والإشارة المتاحة للاستخدام المدنى كانت منخفضة الجودة بشكل متعمد (الإتاحية الانتقائية)، وانتهت الإتاحية الانتقائية في عام 2000، فتحسنت دقة الجى.پى.إس المستخدم في الأغراض المدنية من 100 م إلى 20 م.

### التاريخ
تم إطلاق مشروع نظام التموضع العالمي للمرة الأولى في الولايات المتحدة في عام 1973 بهدف التغلب على القيود التي فرضتها أنظمة الملاحة السابقة، وقد تم دمج أفكار متنوعة من عدة نُسخ سابقة، بما في ذلك الدراسات المتعلقة بالتصميم الهندسي التي تم القيام بها خلال ستينيات القرن العشرين. طورت وزارة الدفاع الأمريكية هذا النظام، الذي كان يستخدم في الأصل 24 قمرا صناعيا، ليتم استخدامه من طرف جيش الولايات المتحدة وقد أصبح جاهزًا للعمل بشكل تَّام في عام 1995. تم السماح للمدنيين باستخدام نظام التموضع العالمي إبتداء من الثمانينيات. يعود الفضل لاختراع هذا النظام إلى روجر إيستون من مختبر الأبحاث البحرية، وإيفان غيتين من شركة الفضاء الجوي، وبرادفورد باركنسون من مختبر الفيزياء التطبيقية. يُنسب الفضل كذلك إلى عمل الرياضياتية الأمريكية غلاديس ويست في تطوير التقنيات الحسابية لاكتشاف مواقع الأقمار الصناعية بالدقة اللّازمة لنظام التموضع العالمي.
يعتمد تصميم نظام التموضع العالمي جُزْئِيًا على أنظمة الملاحة الراديوية الأرضية المماثلة، مثل نظام لوران الملاحي ونظام ديكا نافيجيتور، التي تم تطويرها في أوائل الأربعينيات.
في عام 1955، اقترح الفيزيائي فريدوردت وينتربيرج اختبارًا للنسبية العامة - للكشف عن تباطؤ الوقت في حقل ذو جاذبية مرتفعة باستخدام ساعات ذرية دقيقة موضوعة في مدار داخل أقمار صناعية. وقد سمحت كلٌ النسبية العامة والخاصة من بالتنبؤ بأن المراقبين من الأرض سوف يرون أن ساعات الاقمار الصناعية لنظام التموضع العالمي أسرع من ساعات الأرض بـحوالي 38 ميكروثانية في اليوم. وبذلك سوف تميل المواضع المحسوبة بواسطة نظام التموضع العالمي بسرعة إلى الخطأ، حيث ستنحرف بحوالي 10 كيلومترات في اليوم (6 ميل / يوم). ولقد تم التعامل مع هذه المشاكل وتصحيحها عند تصميم نظام التموضع العالمي بشكل نهائي.

### النسخ الأولية
عندما أطلق الاتحاد السوفيتي أول قمر صناعي (سبوتنيك 1) في عام 1957، قرر عالما الفيزياء ويليام جوير وجورج ويفنباخ العاملين بمختبر الفيزياء التطبيقية بجامعة جونز هوبكينز، مراقبة البث اللاسلكي. في غضون بضع ساعات، أدرك العالمان الأمريكيان أنه بسبب تأثير دوبلر، بإمكانهما تحديد مكان القمر الصناعي على طول مداره. فسمح مدير مختبر الفيزياء التطبيقية لهما بالدخول إلى بيانات يونيفاك 1 للقيام بالحسابات المطلوبة. في أوائل العام التالي، طلب فرانك مكلور، نائب مدير مختبر الفيزياء التطبيقية، من ويليام جوير وجورج ويفنباخ بالتحقيق في المشكلة العكسية وهي تحديد موقع المستخدم، اعتمادا على مراقبة القمر الصناعي. في ذلك الوقت، كانت البحرية الأمريكية تطور صاروخ يو جي إم-27 بولاريس الذي يُطْلَقُ من الغواصة، وقد أُوكِلَت مهمة معرفة موقع الغواصة إلى فريق البحث، وقد تكللت جهودهم بتطوير نظام الملاحة ترانزيت. كما لعبت وكالة آربا والتي أعيدت تسميتها إلى داربا في عام 1972، دورًا مهما في نظام ترانزيت في عام 1959. تم اختبار ترانزيت بنجاح لأول مرة في عام 1960. حيث تم استخدام مجموعة متكونة من أقمار صناعية يمكن أن تحدد موقعا جغرافيًا واحدًا في الساعة. في عام 1967، طورت البحرية الأمريكية القمر الصناعي تايمشيون، والذي أثبت جدوى وضع ساعات دقيقة في الفضاء، وهي تقنية مطلوبة لنظام التموضع العالمي. في السبعينيات من القرن الماضي، أصبح نظام الملاحة الأرضي أوميڨا، القائم على مقارنة مراحل إرسال الإشارات من اثنين من المحطات، أول نظام ملاحة لاسلكي عالمي. وقد أدت القيود المفروضة على هذه الأنظمة إلى الحاجة إلى حل أكثر شمولية ودقة.
على الرغم من وجود احتياجات واسعة للملاحة الدقيقة في القطاعين العسكري والمدني، إلا أنه لم يُنظر إلى أي منها كمبرر لدفع مليارات الدولارات التي تكلفها عمليات البحث، التطوير، النشر والتشغيل لمجموعة الأقمار الصناعية المخصصة للملاحة. خلال سباق التسلح في الحرب الباردة، كان التهديد النووي لوجود الولايات المتحدة هو الأمر الوحيد الذي برَّر هذه التكلفة من وجهة نظر كونغرس الولايات المتحدة. وقد كان هذا الخطر المحدق ولاشك هو سبب تمويل نظام التموضع العالمي وكذلك السبب وراء السرية المفرطة للمشروع في ذلك الوقت. يتكون الثالوث النووي من الصواريخ الباليستية التي تطلقها البحرية الأمريكية جنبًا إلى جنب مع القاذفات الإستراتيجية للقوات الجوية الأمريكية والصواريخ الباليستية العابرة للقارات، وقد كان التحديد الدقيق لموقع إطلاق الصواريخ الباليستية البحرية من الغواصة ولاشك بمثابة مضاعفة لقوة هذا الردع النووي.
من شأن الملاحة الدقيقة أن تُمكِّن غواصات الصواريخ البالستية الأمريكية من الحصول على تعديل دقيق لمواقعها قبل إطلاق الصواريخ الباليستية. كان لدى القوات الجوية الأمريكية، التي تضم ثلثي الثالوث النووي، المتطلبات اللازمة لنظام ملاحة أكثر دقة وموثوقية. كما كان سلاح الجو والبحرية يطوران تقنياتهما الخاصة بالتوازي لحل ما كان في الأساس نفس المشكلة.
لزيادة قابلية بقاء الصواريخ الباليستية العابرة للقارات، كان هناك اقتراح لاستخدام منصات إطلاق متنقلة (والتي يمكن مقارنتها بالطائرات السوفياتية إس إس-24 وتوبول آر إس- 12 إم) وبالتالي فإن الحاجة إلى تعديل موضع الإطلاق كانت مشابهة لوضع الصواريخ البالستية التي تطلق من الغواصات.
في عام 1960، اقترح سلاح الجو نظام ملاحة لاسلكي يسمى موزايك (نظام موبايل للتحكم الدقيق في الصواريخ الباليستية العابرة للقارات) والذي كان في الأساس النظام الملاحي ثلاثي الأبعاد لوران. في عام 1963 تم إجراء دراسة متابعة للفكرة باسم مشروع 57، «وقد ظهر مفهوم نظام التموضع العالمي في هذه الدراسة .» في نفس العام، تم مواصلة البحث في هذ المفهوم باسم مشروع 621ب، والذي كان يحتوي على «العديد من السمات والخاصيات التي يحتويها اليوم نظام التموضع العالمي» ووُعِد بزيادة الدقة لقاذفات القوات الجوية وكذلكالصواريخ الباليستية العابرة للقارات.
كانت التحديثات من نظام البحرية ترانزيت بطيئة للغاية بالنسبة للسرعات العالية لعمليات التحديثات في القوات الجوية. واصل مختبر الأبحاث البحرية إحراز تقدم في أقمار التوقيت (تايمشيون)، التي تم إطلاقها لأول مرة في عام 1967، حيث تم إطلاق القمر الثالث والذي يحمل أول ساعة ذرية إلى المدار في عام 1974.
كما ظهرت كذلك نسخة مهمة أخرى لنظام التموضع العالمي من فرع مختلف لجيش الولايات المتحدة. في عام 1964، تمكن جيش الولايات المتحدة من الدوران حول أول قمر صناعي للترتيب متسلسل المدى (سيكور) الذي استُخدِم في المسح الجيوديسي. تضمن نظام الترتيب متسلسل المدى ثلاثة أجهزة إرسال أرضية في مواقع معروفة والتي من شأنها إرسال إشارات إلى جهاز إرسال الأقمار الصناعية في المدار. يمكن لمحطة رابعة أرضية، في موقع غير محدد، استخدام هذه الإشارات لتحديد موقعها بدقة. تم إطلاق القمر الصناعي سيكور الأخير في عام 1969.

### التطوير
مع هذه التطورات الموازية في الستينيات، تم إدراك أنه يمكن تطوير نظام أكثر تفوقا من خلال تحليل أفضل التقنيات من 621ب، ترانزيت، تايمشيون وسيكور في برنامج متعدد الخدمات. كان لابد من حل مشاكل الموقع المداري للأقمار الصناعية، الناتجة عن التغيرات في مجال الجاذبية وانكسار الرادار وأمور أخرى. استخدم فريق بقيادة هارولد جوري من قسم بانام للفضاء في فلوريدا من 1970 إلى 1973، استيعاب البيانات في الوقت الفعلي والتقدير المتكرر لحل تلك المشاكل، مما قلل الأخطاء المنهجية إلى مستوى يمكن التحكم فيه للسماح بالملاحة الدقيقة.
خلال عطلة عيد العمال في عام 1973، تمت مناقشة إنشاء نظام الأقمار الصناعية للملاحة لأغراض دفاعية (دي إن إس إس) خلال اجتماع ضمّ اثني عشر ضابطًا عسكريًا في البنتاغون. في وقت لاحق من ذلك العام، تم تسمية برنامج دي إن إس إس باسم نافستار. غالبًا ما يُنظر إلى نافستار خطأً على أنه اختصار لعبارة «نظام الملاحة باستخدام التوقيت والمدى» ولكن لم يتم اختيار الاسم على هذا الأساس من قِبل مكتب برنامج نظام التموضع العالمي المشترك (لكنه من المرجح أن شركة تي إر دابليو دعت سابقًا إلى نظام ملاحي مختلف يستخدم هذا الاختصار). مع ارتباط الأقمار الصناعية الفردية باسم نافستار (كما هو الحال مع سابقاتها ترانزيت وتايمشيون)، تم استخدام اسم أكثر شمولاً لتحديد كوكبة أقمار نافستار الصناعية، نظام التموضع العالمي نافستار. تم إطلاق عشرة أقمار صناعية نموذجية من طراز «بلوك I» بين عامي 1978 و 1985(تحطمت وحدة إضافية أثناء تجربة إطلاق فاشلة).
تم التحقيق في تأثير الأيونوسفير على الإرسال الراديوي في مختبر الجيوفيزياء التابع لمختبر أبحاث سلاح الجو في كامبريدج، والذي تم تغيير تسميته إلى مختبر الأبحاث الجيوفيزيائية للقوات الجوية في عام 1974. طور هذا المختبر نموذج كلوبوشار لحساب تصحيحات الغلاف الأيوني لموقع نظام التموضع العالمي. وتجدر الإشارة إلى العمل الذي قامت به عالمة الفضاء الأسترالية إليزابيث إسيكس كوهين في مختبر الأبحاث الجيوفيزيائية للقوات الجوية في عام 1974 فيما يخص انحناء مسارات موجات الراديو التي تعبر الغلاف المتأين من أقمار نافستار الصناعية أو ما يسمى بالانكسار في الغلاف الجوي.
بعد حادثة رحلة الخطوط الجوية الكورية007 في عام 1983، حيث تم إسقاط طائرة بوينغ 747 التي كانت تحمل 269 شخصًا بعد شرودها إلى المجال الجوي المحظور لاتحاد الجمهوريات الاشتراكية السوفياتية، بالقرب من جزر سخالين ومونيرون، أصدر الرئيس رونالد ريغان قرارًا يجعل نظام التموضع العالمي متاحًا مجانًا للاستخدام المدني، وتم تطويره بشكل كاف، كصالح مشترك. تم إطلاق أول قمر صناعي بلوك II في 14 فبراير 1989، وتم إطلاق القمر الصناعي الرابع والعشرين في عام 1994. تم تقدير تكلفة برنامج نظام التموضع العالمي في هذه المرحلة، والتي لا تشمل تكلفة معدات المستخدم ولكنها تشمل تكاليف إطلاق الأقمار الصناعية ب5 مليارات دولار أمريكي.
في البداية، تم حجز الإشارة عالية الجودة للاستخدام العسكري، وتم تخصيص إشارة رديئة الجودة للاستخدام المدني عن قصد، في سياسة تُعرف باسم التوافر الانتقائي. تغير هذا الأمر مع توقيع الرئيس بيل كلينتون في 1 مايو 2000 على قرار سياسي لإيقاف سياسة التوافر الانتقائي، بهدف توفير دقة متساوية بين الجيش والشعب. تم اقتراح القرار من قبل وزير الدفاع الأمريكي، وليام بيري، في ضوء النمو الواسع النطاق لخدمات نظام التموضع العالمي التفاضلية من قبل الصناعة الخاصة لتحسين الدقة المدنية. علاوة على ذلك، كان الجيش الأمريكي يعمل بنشاط على تطوير تقنيات لتجاوز خدمات نظام التموضع العالمي للخصوم المحتملين على أساس إقليمي.
قامت الولايات المتحدة بالعديد من التحسينات على خدمة نظام التموضع العالمي، منذ نشرها، بما في ذلك إشارات جديدة للاستخدام المدني وزيادة الدقة والنزاهة لجميع المستخدمين، وكل ذلك مع الحفاظ على التوافق مع معدات نظام التموضع العالمي الحالية. كان تحديث نظام الأقمار الصناعية مبادرة مستمرة من قبل وزارة الدفاع الأمريكية من خلال سلسلة من عمليات الاستحواذ على الأقمار الصناعية لتلبية الاحتياجات المتزايدة للجيش والمدنيين والسوق التجارية.
اعتبارًا من أوائل عام 2015، قدمت أجهزة استقبال نظام التموضع العالمي عالية الجودة من إدارة الطيران الفيدرالية وخدمة تحديد المواقع القياسية دقة أفقية أفضل من 3.5 متر (11 قدمًا)، على الرغم من أن العديد من العوامل مثل جودة جهاز الاستقبال ومشاكل الغلاف الجوي يمكن أن تؤثر على هذه الدقة.
تَعْتَبِرُ حكومة الولايات المتحدة نظام التموضع العالمي موردًا وطنيًا، كما تُعْتبر وزارة الدفاع هي مضيفة نظام التموضع العالمي. أشرف المجلس التنفيذي المشترك بين الوكالات لنظام تحديد المواقع العالمي (إي جي إي بي) على المسائل السياسة التي تخص هذا النظام من عام 1996 إلى عام 2004. وبعد ذلك، تم إنشاء اللجنة التنفيذية الوطنية لتحديد المواقع والملاحة والتوقيت في الفضاء بموجب قرار رئاسي في عام 2004 لتقديم المشورة والتنسيق بين الإدارات والوكالات الفيدرالية بشأن المسائل المتعلقة بنظام التموضع العالمي والأنظمة ذات الصلة.

## الترتيب الزمني والتحديثات
في عام 1972، أجرى مرفق اختبارات التوجيه التابع للقوات الجوية الأمريكية اختبارات طيران تطويرية لأربعة أجهزة استقبال نموذجية لنظام التموضع العالمي فوق منطقة مدى الصواريخ وايت ساندس، باستخدام أقمار صناعية أرضية زائفة .
في عام 1978، تم إطلاق أول قمر صناعي تجريبي لنظام التموضع العالمي والمسمى بلوك-.
في عام 1983، بعد أن أسقطت طائرة اعتراضية سوفيتية طائرة الركاب المدنية للخطوط الجوية الكورية رحلة 007 والتي ضلت طريقها إلى المجال الجوي المحظور بسبب أخطاء ملاحية، مما أسفر عن مقتل 269 شخصًا على متنها، أعلن الرئيس الأمريكي رونالد ريغان أن نظام تحديد المواقع العالمي سيكون متاحًا للاستخدامات المدنية بمجرد اكتماله.
بحلول عام 1985، تم إطلاق عشرة أقمار صناعية تجريبية أخرى من طراز بلوك-I للتحقق من صحة هذا المفهوم.
بدءًا من عام 1988، تم نقل القيادة والتحكم في هذه الأقمار الصناعية من أُونيزوكا، كاليفورنيا إلى السرب الثاني للتحكم في الأقمار الصناعية (2إس سي إس) الموجود في محطة فالكون الجوية في كولورادو سبرينغز، كولورادو.
في 14 فبراير 1989، تم إطلاق أول قمر صناعي حديث من نوع بلوك-II.
كانت حرب الخليج من عام 1990 إلى عام 1991 أول نزاع استخدم فيه الجيش نظام تحديد المواقع العالمي على نطاق واسع.
في عام 1991، أُتِمّ بنجاح مشروع لإنشاء مُسْتَقْبِل نظام تحديد المواقع العالمي مصغَّر، واستبدلت المستقبلات العسكرية السابقة التي يبلغ وزنها 16 كغم (35 رطلاً) بجهاز استقبال محمول باليد 1.25 يبلغ وزنه كغم (2.8 رطل).
في عام 1992، تم تعطيل الجناح الفضائي الثاني، الذي كان يدير النظام في الأصل، واستبدل بالجناح الخمسين لمركز القوات الجوية الأمريكية.
بحلول ديسمبر 1993، حقق نظام تحديد المواقع العالمي القدرة التشغيلية الأولية، مع إتاحة كوكبة كاملة من الأقمار الصناعية (24 قمرا صناعيا) وتوفير خدمة تحديد المواقع القياسية (إس بي إس).
تم الإعلان عن القدرة التشغيلية الكاملة من قبل قيادة الفضاء الجوي في أبريل 1995، بعد التوفر الكامل لخدمة تحديد المواقع الدقيقة الآمنة (بي بي إس).
في عام 1996، إدراكًا لأهمية نظام التموضع العالمي للمستخدمين المدنيين والعسكريين، أصدر الرئيس الأمريكي بيل كلينتون قراراً سياسياً  ينُصُ على أن نظام التموضع العالمي سيصبح ذو استخدام ثنائي وأمر بإنشاء مجلس تنفيذي مشترك بين الوكالات لإدارته كأصل وطني.
في عام 1998، أعلن نائب رئيس الولايات المتحدة آل جور عن خطط لترقية نظام التموضع العالمي بإشارتين مدنيتين جديدتين لتعزيز دقة المستخدم وموثوقيته، لا سيما فيما يتعلق بسلامة الطيران، وفي عام 2000 أذن كونغرس الولايات المتحدة بهذا الأمر، مشيرًا إليه باسم نظام التموضع العالمي III .
في 2 مايو 2000 تم إيقاف «الإتاحة الانتقائية» كنتيجة للأمر التنفيذي لعام 1996، مما سمح للمستخدمين المدنيين بتلقي إشارة عالية الجودة على المستوى العالمي.
في عام 2004، وقعت حكومة الولايات المتحدة اتفاقية مع المجموعة الأوروبية لإقامة تعاون فيما يتعلق بنظام التموضع العالمي ونظام غاليليو الأوروبي.
في عام 2004، قام رئيس الولايات المتحدة جورج دبليو بوش بتحديث السياسة الوطنية واستبدال المجلس التنفيذي باللجنة التنفيذية الوطنية لتحديد المواقع والملاحة والتوقيت في الفضاء.
في نوفمبر 2004، أعلنت شركة كوالكوم عن اختبارات ناجحة لنظام التموضع العالمي المساعد للهواتف المحمولة.
في عام 2005، تم إطلاق أول قمر صناعي حديث لنظام التموضع العالمي وبدأ في إرسال إشارة مدنية ثانية لتحسين أداء المستخدم.
في 14 سبتمبر 2007، تم نقل نظام التحكم في الجزء الأرضي القديم القائم على الحاسوب الرئيسي إلى خطة تطور العمارة الجديدة.
في 19 مايو 2009، أصدر مكتب محاسبة حكومة الولايات المتحدة تقريرًا يحذر من أن بعض الأقمار الصناعية لنظام التموضع العالمي قد تفشل في وقت قريب.
في 21 مايو 2009، خففت القيادة الفضائية للقوات الجوية من المخاوف من تعطل نظام التموضع العالمي، قائلة «ليس هناك إلاَّ احتمال ضئيل أننا لن نستمر في تطوير جودة أدائنا.»
في 11 يناير 2010، تسبب تحديث أنظمة التحكم الأرضية في عدم توافق البرامج مع 8000 إلى 10000 جهاز استقبال عسكري تم تصنيعه من طرف قسم من شركة تريمبل للملاحة المحدودة في سانيفيل، كاليفورنيا.

## الجوائز
في 10 فبراير 1993، رشحت الجمعية الوطنية للملاحة الجوية فريق بحث نظام التموضع العالمي للفوز بجائزة روبرت جيه كولير لعام 1992، وهي أرقى جائزة طيران في الولايات المتحدة. يضم هذا الفريق باحثين من معمل أبحاث البحرية الأمريكية، القوات الجوية الأمريكية، شركة الفضاء الجوي، شركة روكويل الدولية وشركة آي بي إم. تم تكريم الفريق لتوصلهم إلى «أحد أهم الإختراعات التي توفر ملاحة آمنة وفعَّالة للطائرات والمركبات الفضائية منذ ظهور الملاحة بالراديو قبل 50 عامًا».
حصل مطورو نظام التموضع العالمي على جائزة تشارلز ستارك درابر من الأكاديمية الوطنية للهندسة في عام 2003:
- أنشأ إيفان جيتين، الرئيس الفخري لشركة الفضاء الجوي والمهندس في معهد ماساتشوستس للتكنولوجيا، الأساس لنظام التموضع العالمي، كما حسَّن نظام الراديو الأرضي المستعمل في الحرب العالمية الثانية المسمى نظام لوران الملاحي.[52]
- صمم برادفورد باركنسون، أستاذ الطيران والملاحة الفضائية بجامعة ستانفورد، النظام الحالي القائم على الأقمار الصناعية في أوائل الستينيات من القرن الماضي وطوره بالاشتراك مع القوات الجوية الأمريكية.[52] خدم باركنسون واحدًا وعشرين عامًا في سلاح الجو، من عام 1957 إلى عام 1978، وتقاعد برتبة عقيد.

حصل مطور نظام التموضع العالمي روجر إيستون الأب على القلادة الوطنية للتكنولوجيا والابتكار في 13 فبراير 2006.
تم تكريم فرنسيس إكس. كان (العقيد المتقاعد في القوات الجوية الأمريكية) في قاعة مشاهير سلاح الجو الأمريكي وصالة رواد الصواريخ في لاكلاند أي إف بي، سان أنطونيو، تكساس، يوم 2 مارس 2010 لدوره المهم في تطوير تكنولوجيا الفضاء والتصميم الهندسي.
في 4 أكتوبر 2011، منح الاتحاد الدولي للملاحة الفضائية جائزة الذكرى السنوية الستين لنظام التموضع العالمي، وبعد أن رشَّحه المعهد الأمريكي للملاحة الجوية والملاحة الفضائية. أقرَّت لجنة التكريم والجوائز في الاتحاد الدولي للملاحة الفضائية بتميُّز برنامج نظام التموضع العالمي والدور المثالي الذي لعبه في بناء التعاون الدولي لصالح البشرية.
تم تكريم غلاديس ويست في قاعة مشاهير سلاح الجو والفضاء وقاعة مشاهير الصواريخ في عام 2018 تقديراً لعملها الحسابي الذي ساعد في تطوير تقنية نظام التموضع العالمي.
في 12 فبراير 2019، تم منح جائزة الملكة إليزابيث للهندسة لأربعة أعضاء مؤسسين لمشروع نظام التموضع العالمي، صرح حينها رئيس مجلس منح الجائزة قائلاً «الهندسة هي أساس الحضارة؛ لا يوجد أساس آخر؛ إنها تجعل الأمور تحدث. وهذا بالضبط ما فعله الفائزون اليوم - لقد جعلوا الأشياء تحدث. لقد أعادوا كتابة البنية التحتية لعالمنا بطريقة فريدة».

## قضايا الطيف التنظيمي المتعلقة بمستقبلات نظام التموضع العالمي
يتم تنظيم مستقبلات نظام التموضع العالمي في الولايات المتحدة، وفقًا لقواعد لجنة الاتصالات الفيدرالية. يُذْكَرُ في كتيبات الأجهزة التي تدعم نظام التموضع العالمي المباعة في الولايات المتحدة أنه «يجب أن يقبل أي تداخل يتم تلقيه، بما في ذلك التداخل الذي قد يتسبب في استعمالات غير مرغوب فيها.» فيما يتعلق بأجهزة نظام التموضع العالمي على وجه الخصوص، تنص لجنة الاتصالات الفيدرالية على أن مصنعي مستقبلات نظام التموضع العالمي، «يجب أن يستخدموا أجهزة استقبال تُمَيَزُ بشكل معقول عن الإشارات الأخرى خارج الطيف المخصص لها.» على مدار الثلاثين عامًا الماضية، كانت أجهزة استقبال نظام التموضع العالمي تعمل بجوار نطاق خدمة الأقمار الصناعية المتنقلة، ولطالما تم تمييزها عن مستقبلات خدمات الأقمار الصناعية المتنقلة مثل إنمارسات بدون أي مشكلة.
يتراوح مجال الطيف المخصص لاستخدام نظام التموضع العالمي من قبل لجنة الاتصالات الفيدرالية بين 1559 إلى 1610 ميجاهرتز، في حين أن الطيف المخصص لاستخدام الأقمار الصناعية والذي تملكه شركة لايت سكواريد بترخيص من لجنة الاتصالات الفيدرالية منذ عام 1996 يتراوح ما بين 1525 إلى 1559 ميجاهرتز. في 1 مارس 2001، تلقت لجنة الاتصالات الفيدرالية طلبًا من شركة موشين كورب لاستخدام الترددات المخصصة لخدمة متكاملة للأقمار الصناعية. وفي عام 2002، توصل مجلس صناعة نظام التموضع الأمريكي إلى اتفاقية انبعاثات خارج النطاق مع لايت سكواريد لمنع محطاتها الأرضية من بعث إرسالات إلى نطاقات نظام التموضع العالمي المجاورة والتي يتراوح مجالها من 1559 إلى 1610 ميجاهرتز. في عام 2004، تبنت لجنة الاتصالات الفيدرالية اتفاقية تفوض فيها شركة لايت سكواريد لنشر شبكة أرضية ثانوية لنظام الأقمار الصناعية الخاص بها والمعروفة باسم قضايا الطيف التنظيمي. وقد صرحت لجنة الاتصالات الفيدرالية قائلةً «سوف نفوض الأمر إلى خدمة موبايل ساتليت وفقًا للشروط التي تضمن أن يظل المكون الأرضي الإضافي تابعًا للعرض الرئيسي. نحن لا ننوي، ولن نسمح، بأن يصبح المكون الأرضي خدمة قائمة بذاتها.» تمت مراجعة هذا التفويض والموافقة عليه من قبل اللجنة الاستشارية الراديوية المشتركة بين الإدارات الأمريكية، التي تشمل وزارة الزراعة الأمريكية، قوة الفضاء الأمريكية، الجيش الأمريكي، خفر السواحل الأمريكية، إدارة الطيران الفيدرالية، الإدارة الوطنية للملاحة الجوية ووزارة النقل الأمريكية.

## أنظمة أخرى
تشمل أنظمة الملاحة عبر الأقمار الصناعية الأخرى المستخدمة حاليًا أو في مرحلة التطوير ما يلي:
- بيدو - نظام تم نشره وتشغيله من قبل جمهورية الصين الشعبية، وبدأ تقديم خدماته العالمية في عام 2019.[65][66]

- غاليليو - نظام عالمي يتم تطويره من قبل الاتحاد الأوروبي والدول الشريكة الأخرى، والذي بدأ العمل في عام 2016.[67]

- غلوناس - نظام الملاحة العالمي لروسيا. والذي يعمل بشكل كامل في جميع أنحاء العالم.
- النظام الهندي الإقليمي للملاحة بالأقمار الصناعية - وهو نظام ملاحة إقليمي طورته منظمة أبحاث الفضاء الهندية.
- ميتشيبيكي - نظام ملاحة إقليمي يتم استعماله في مناطق آسيا وأوقيانوسيا، وخصوصا اليابان.

## أساس عمل الجي بي أس GPS
يحسب جهاز استقبال الجى.پى.إس موقعه عن طريق حساب توقيت الإشارات التي يتم إرسالها من أقمار الجى.پى.إس الموجودة على ارتفعات نحو 36.000 كيلومتر فوق سطح الأرض. يرسل كل قمر رسائل متتالية تضم التالي:
- وقت إرسال الرسالة
- المعلومات المدارية الدقيقة ephemeris
- السلامة العامة للنظام والمدارات العليلة لكل أقمار الجى.پى.إس almanac.

يستخدم جهاز الاستقبال الرسائل التي يستقبلها في تحديد وقت انتقال كل رسالة من القمر الصناعي إلى الجهاز المستقبل على الأرض. ويحسب المسافات بينه وبين كل قمر صناعي. تستخدم هذه المسافات، مع مواقع الأقمار، ومع استخدام حساب المثلثات لحساب موقع جهاز الإرسال: أستقبال. فيتم إظهار الموقع على الجهاز المستقبل - ربما ببيان خريطة متحركة، أو تعيين خطوط الطول ودوائر العرض، ويمكن إدراج معلومات عن الارتفاع عن سطح البحر.
تُظهر وحدات جى.پى.إس عديدة المعلومات، معلومات مشتقة مثل: الاتجاه، والسرعة – محسوبة من خلال تغيرات الموقع.
ربما يبدو من الوجهة النظرية أن ثلاثة أقمار صناعية تكون كافية لتحديد أي موقع على الأرض، وهذا لأن الفراغ يتكون من ثلاثة أبعاد. ولكن أي خطأ ولو بسيط جداً يحدث في تقدير المسافات الزمنية، عندما يتم ضرب الثلاثة أزمنة في سرعة الضوء العظيمة – وهي السرعة التي تنتشر بها الإشارات الكهرومغناطيسية للاقمار الصناعية – تتسبب في خطأ كبير في تحديد الموقع. لهذا تستخدم أجهزة الاستقبال أربعة أقمار صناعية أو أكثر لتحدد موقع جهاز الاستقبال بدقة.
إن الوقت المحسوب بدقة شديدة تخفيه تطبيقات الجى.پى.إس - التي تحدد الموقع فقط. ولكن هناك بعض تطبيقات الجى.پى.إس المتخصصة التي تستخدم لتعيين الوقت بدقة، مثل: «نقل الوقت»، وضبط توقيت إشارات المرور، ومزامنة محطات الهاتف النقال الرئيسية.
رغم الحاجة إلى أربعة أقمار صناعية للقيام بالعمل بشكل الطبيعى؛ يمكن استخدام عددا أقل في حالات خاصة – فإذا كان أحد المتغيرات معلوماً بالفعل يمكن لجهاز الاستقبال تحديد موقعه باستخدام ثلاثة أقمار صناعية فقط (مثلاً: يمكن أن تكون السفينة أو الطائرة قد حددت ارتفاعها عن سطح البحر).
تستخدم بعض أجهزة استقبال الجى.پى.إس أدلة أو افتراضات إضافية، (مثل: إعادة استخدام آخر ارتفاع تم الحصول عليه، والقياس بالحدس اعتماداً على قياس سابق، والملاحة بالقصور الذاتي، وإدراج معلومات حاسب المركبة) من أجل إعطاء حساب غير دقيق للموقع عندما يكون عدد الأقمار الصناعية المرئية أقل من أربعة أقمار.

## وصلات خارجية
- أنشطة بحثية صينية لتطوير نظام جي بي أس تحت الماء